# Emilie Pohlmann

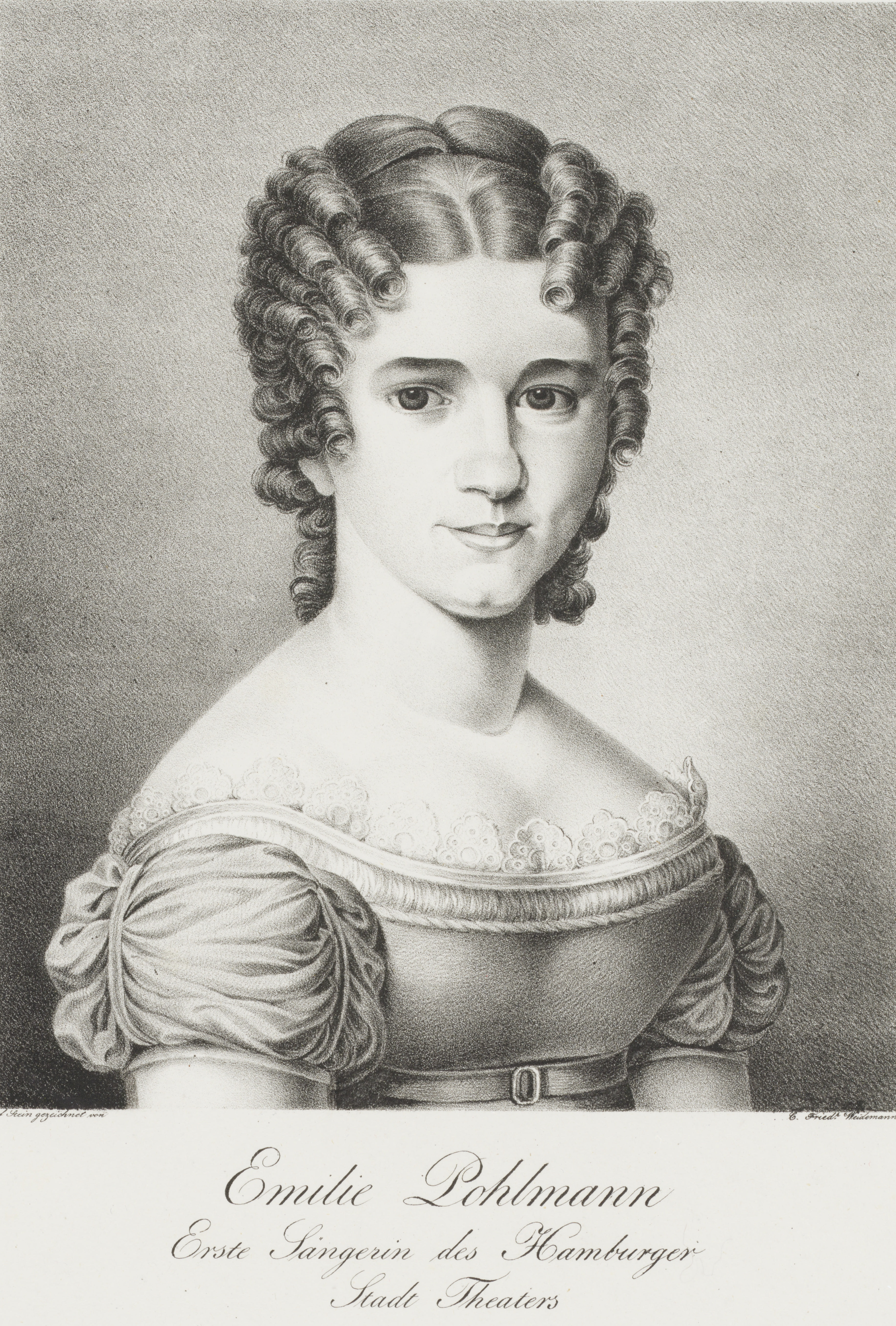
Emilie Pohlmann; Lithographie von Carl Friedrich Weidemann (1821)

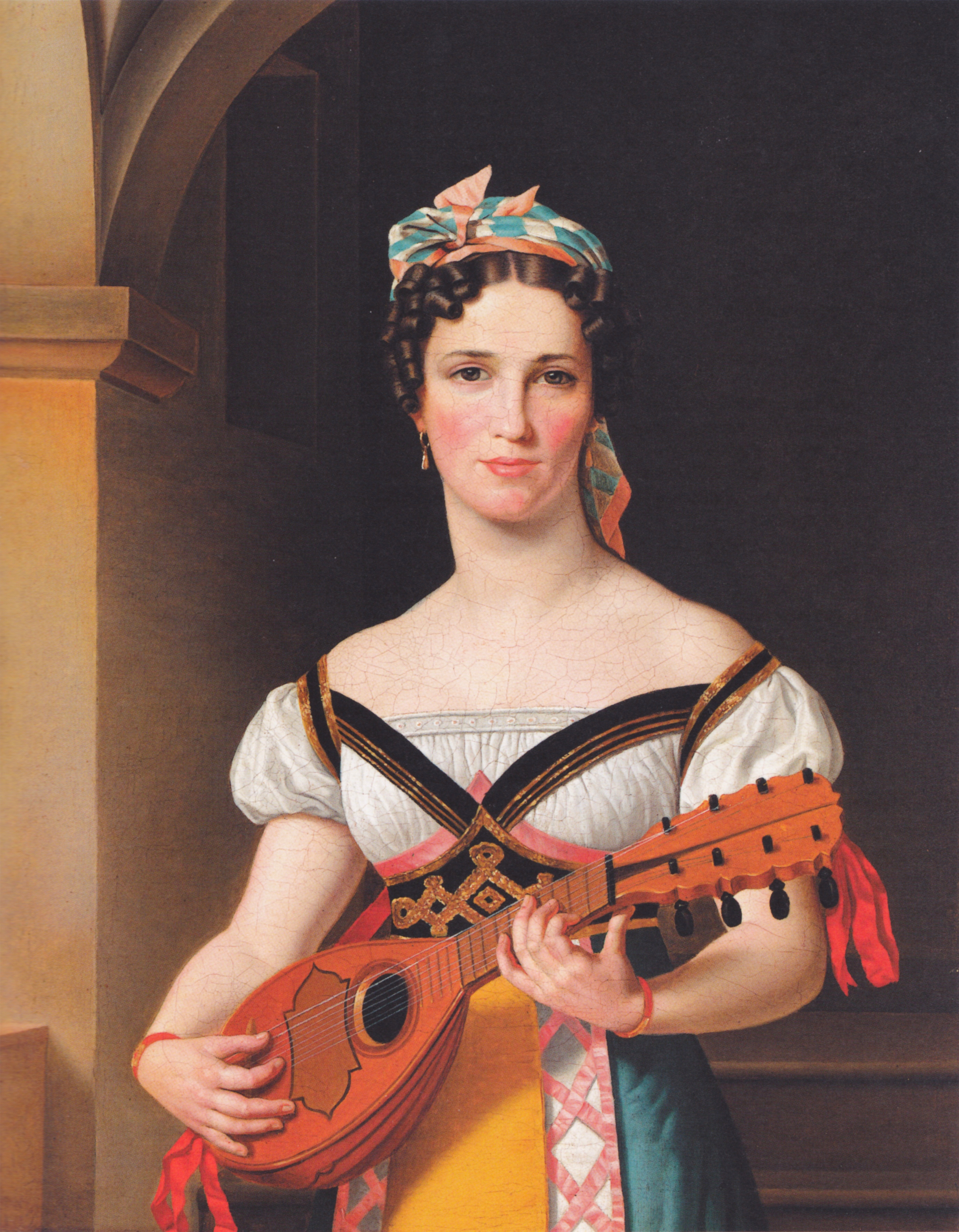
Eckersberg: Emilie Pohlmann als Preciosa 1825

Emilie Pohlmann (geb. um 1800 in Berlin; gest. 27. oder 28. Juli 1875 in Bernburg) war eine deutsche Opernsängerin (Sopran).

## Leben
Emilie Pohlmann hatte ihr erstes Engagement von November 1813 bis zum Februar 1818 am Nationaltheater Mannheim. 1818/19 trat sie beim Theater Aachen auf und wurde bei einem Gastspiel 1819 am Theater Hannover als Sängerin aus Braunschweig angekündigt. Ab März 1819 war sie als Erste Sängerin für mehrere Jahre an der Hamburger Oper tätig. Gastspiele führten sie in dieser Zeit an die Bühnen von Braunschweig, Breslau, Bremen, Pyrmont, Kopenhagen, Riga, Königsberg, Sankt Petersburg und München.
1828 heiratete sie den Flötisten Otto Kressner, von dem sie 1837 wieder geschieden wurde.
1833–35 war sie am Theater Riga engagiert. Es folgten Gastauftritte Königsberg, Elbing und wiederum Riga, Berlin, Potsdam und zuletzt dokumentiert 1844 am Theater Königsberg.

## Porträts
Das von Christoffer Wilhelm Eckersberg 1825 anlässlich ihres Konzerts in Kopenhagen gemalte Porträt stellt sie als Preciosa dar. Es war eine Auftragsarbeit für den aus Altona stammenden Kopenhagener Kaufmann Mendel Levin Nathanson. Das Gemälde ist am Kunstmarkt bekannt und befindet sich in Privatbesitz.
Daneben besitzt die Staats- und Universitätsbibliothek Hamburg die Lithographie eines Porträts gefertigt 1821 von dem Hamburger Bildnismaler und Lithografen Carl Friedrich Weidemann (1770–1843).